# Кипра, Андрей Михайлович
Андрей Михайлович Кипра (бел. Андрэй Міхайлавіч Кіпра; род. 2 января 1976, Барановичи, Брестская область) — белорусский футболист, выступавший на позиции защитника, футбольный тренер. Мастер спорта Республики Беларусь.. 

## Карьера
Воспитанник ДЮСШ №5 города Барановичи. Первым тренером был Валерий Андрушкевич. Стал чемпионом БССР в 1991 году на приз «Кожаный Мяч». Футбольную карьеру начал в барановичском клубе «Метапол». Дебютировал за клуб 17 апреля 1994 года в матче против «Сморгони». За первые 2 сезона в клубе футболист провёл 19 матчей, в которых отличился 1 забитым голом. В 1995 году выступал за клуб «Верас» из Великой Липы. Затем в 1996 году присоединился к Кобрину, однако уже через год вернулся в поменявшие название «Барановичи». В клубе футболист стал одним из ключевых игроков.
В 2000 году перебрался в новополоцкий «Нафтан-Девон», который выступал в Высшей Лиге. Дебютировал за клуб и в чемпионате 21 апреля 2000 года в матче против минского «Динамо». Закрепился в клубе, став одним из ключевых футболистов. За новополоцкий клуб провёл 29 матчей и по окончании сезона покинул команду. В начале 2001 года вновь присоединился к «Барановичам». В 2003 году вместе с клубом стал победителем Второй лиги. В 2005 году стал директором барановичской ДЮСШ №5. В 2008 году один сезон отыграл за «Городею».

## Тренерская карьера
Окончил Белорусский государственный университет физической культуры по специальности тренер-преподаватель. В 2009 году возглавил тренерский штаб «Барановичей». В 2010 году получил тренерскую лицензию УЕФА категории B. В 2012 году также начал работать в должности исполняющего обязанности директора клуба. В начале 2013 года покинул клуб по окончании срока действия контракта. В начале 2013 года тренер получил приглашение возглавить «Городею». Вскоре тренер был представлен в клубе с обновлённым тренерским штабом. В мае 2014 года покинул клуб, расторгнув контракт по соглашению сторон.
В 2015 году вернулся в «Барановичи», где начал работать директором клуба. В 2017 году стал главным тренером юношеской команды до 19 лет солигорского «Шахтёра». В январе 2018 года снова вернулся в барановичский клуб, только уже в роли ассистента главного тренера. В августе 2018 года возглавил тренерский штаб клуба. В феврале 2019 года покинул пост главного тренера. В январе 2021 года стал главным тренером «Малориты». Вместе с клубом занял 7 итоговое место во Второй Лиге и завоевал путёвку в Первую лигу. В феврале 2022 года покинул клуб.
В феврале 2022 года тренер в роли ассистента в очередной раз вернулся в «Барановичи». В августе 2022 года сначала стал исполняющим обязанности главного тренера, а затем и возглавил тренерский штаб клуба. По итогу сезона клуб занял последнее место в чемпионате. В январе 2023 года с тренером продлили контракт на год. В сентябре 2023 года специалист продлил с барановичским клубом контракт ещё на сезона. В августе 2024 года покинул пост главного тренера. В феврале 2025 года стал заместителем генерального директора «Барановичей».

## Достижения
«Барановичи»
- Победитель Второй лиги: 2003

## Семья
- Сын Даниил Кипра (род. 2001) — профессиональный футболист.